# بكبوكة
البكبوكة هو طبق مغربي، يُصنع من أمعاء الخروف، ويُعد من التقاليد المطبخية المغاربية لعيد الأضحى في والمغرب. فهو عبارة عن حساء مصنوع من صلصة حارة، تحتوي على قطع صغيرة من أمعاء الخروف والخضروات مثل البازلاء، والخرشوف والكزبرة.